# Hellmuth Otto von Bassewitz
Hellmuth Otto von Bassewitz (* 1673 in Mecklenburg; † 20. Dezember 1736 in Nürnberg) war Generalfeldzeugmeister und Kommandierender General des Fränkischen Reichskreises.

## Lebenslauf
Hellmuth Otto von Bassewitz wurde 1673 als dritter Sohn von Abraham von Bassewitz (1625–1675) und dessen Frau Dorothea v. d. Kettenburg geboren. Von Bassewitz trat in den Militärdienst des Fürstentums Bayreuth. Dort wurde er 1707 in den Ordre de la Sincérité, als er Hauptmann im Regiment Boyneburg war, und gehört damit zu den ersten Rittern dieses brandenburg-bayreuthischen Ordens.
Von Bassewitz wurde 1727 Generalmajor und 1734 Wirklicher Generalfeldzeugmeister und Kommandierender General sämtlicher Truppen des Fränkischen Reichskreises. Im Polnischen Erbfolgekrieg befehligte er unter Prinz Eugen von Savoyen die fränkische Streitmacht, die 1733–1734 als Besatzung in die Festung Philippsburg in Marsch gesetzt wurde. Es waren drei Infanterie-Regimenter zu je über 1.000 Mann. Je ein Regiment Kürassiere und Dragoner und etliche Artilleriegeschütze standen bei der Armee des Prinz Eugen. Die drei Infanterieregimenter konnten nach der Kapitulation der Festung mit ihren Waffen abziehen.
Von Bassewitz blieb unverheiratet und hinterließ keine Nachkommen. Seinen Erbanspruch auf Gut Hohen Luckow verkaufte er an seinen Bruder Christoph von Bassewitz und stiftete mit dem Erlös ein Stipendium. Von Bassewitz wurde in der evangelischen Pfarrkirche St. Bartholomäus im Nürnberger Stadtteil Wöhrd beigesetzt. Über seinem Grab in der Kirche wurde ein Epitaph errichtet, geschmückt mit seinem Reliefbrustbild. Außerdem wurde seine Ahnentafel bis zur 32er Reihe (Urururgroßeltern) mit 62 Familienwappen angebracht. Dieses Denkmal wurde 1902 von der Familie von Bassewitz renoviert, doch bei den schweren Bombenangriffen auf Nürnberg im Zweiten Weltkrieg ist diese wertvolle und künstlerisch einmalige Gedächtnisstätte vernichtet worden.
Es gibt ein großes Ölgemälde, das in der Kirche von Hohen Luckow hängt. Es stellt General Hellmuth Otto von Bassewitz kniend auf einem Schlachtfeld vor dem Hintergrund einer brennenden Stadt dar. Urkunden über ihn aus alten Kreisakten in Nürnberg und Ansbach wurden 1941 durch Staatsarchivdirektor Solleder, Stadtarchivdirektor Pfeiffer sowie Archivar Spiess in Nürnberg gesammelt und notiert. Auch die Forschungen des Bayreuther Gymnasialprofessors Karl Müssel brachten viel Material über von Bassewitz zutage.